# Southern Football League
De Southern League, om sponsorredenen ook bekend als de Pitching In Southern League, vormt samen met de Northern Premier League en de Isthmian League het zevende en achtste niveau van de Engelse voetbalpiramide. De Southern League bestaat uit vier divisies, waarvan de Southern League Premier Division Central en de Southern League Premier Division South zich op het zevende niveau bevindt, terwijl de Southern League Division One Central en de Southern League Division One South zich op het achtste niveau bevinden.
De promovendi van de Premier Division promoveren normaliter naar de National League South, maar kunnen om geografische redenen ook in de National League North worden geplaatst. De degradanten van de Premier Division degraderen, wederom afhankelijk van de geografische ligging, naar de Division One Central of de Division One South.
De promovendi van de Division One Central en de Division One South promoveren naar de Premier Division. 
De degradanten van de Division One Central en de Division One South degraderen naar een van de zeven lagere divisies van het negende niveau. Zie hiervoor het overzicht aan de rechterzijde van de pagina. Ook bij de plaatsing naar deze competities speelt de geografische ligging van de club weer een doorslaggevende rol.

## Geschiedenis
Het profvoetbal (en de professionele sporten in het algemeen) ontwikkelde zich langzamer in Zuid-Engeland dan in Noord-Engeland. Professionaliteit werd al in 1885 voor het eerst goedgekeurd door The Football Association, maar toen The Football League in 1888 werd opgericht, waren de aangesloten clubs volledig in het noorden en de Midlands gevestigd, aangezien de provinciale voetbalverenigingen in het zuiden fel gekant waren tegen professionalisme.
Woolwich Arsenal (tegenwoordig gewoon Arsenal) was de eerste club in Londen die prof werd in 1891 en was een van de belangrijkste drijfveren achter een poging om een Southern League op te richten die een weerspiegeling zou zijn van de bestaande Football League uit de Northern en Midlands. Deze onderneming mislukte echter door weerstand van de London Football Association, en Woolwich Arsenal sloot zich in plaats daarvan in 1893 aan bij de Football League als enige club ten zuiden van Birmingham. Bovendien werd in 1892 een amateurcompetitie, de Southern Alliance, opgericht, met zeven clubs uit de regio. Deze competitie viel echter na één onvolledig seizoen weg.
Niettemin werd er opnieuw een poging gedaan om een Southern League te vormen, en deze keer was die succesvol. Een competitie voor zowel professionele als amateurclubs werd in 1894 opgericht op initiatief van Millwall Athletic (nu simpelweg Millwall). Aanvankelijk was slechts één divisie gepland, maar het enthousiasme voor het idee was zo groot dat er uiteindelijk twee divisies ontstonden. De zestien stichtende leden waren:
| Division One             |
| ------------------------ |
| Chatham                  |
| Clapton                  |
| Ilford                   |
| Luton Town               |
| Millwall Athletic        |
| Reading                  |
| Royal Ordnance Factories |
| 2nd Scots Guards         |
| Swindon Town             |

| Division Two     |
| ---------------- |
| Bromley          |
| Chesham          |
| Maidenhead       |
| New Brompton     |
| Old St Stephen's |
| Sheppey United   |
| Uxbridge         |

2nd Scots Guards trok zich terug voordat het eerste seizoen begon en werd vervangen door Southampton St Mary's. Woolwich Arsenal probeerde hun reserveploeg toe te voegen aan de Division Two, maar deze aanvraag werd afgewezen vanwege het bestaande lidmaatschap van de club in de Football League.

## Clubs in het seizoen 2025/26
In het seizoen 2025/26 maken de volgende clubs deel uit van de Southern League:

### Premier Division Central
| Club                | Stadion                      | Resultaat vorig seizoen                                                     |
| ------------------- | ---------------------------- | --------------------------------------------------------------------------- |
| AFC Sudbury         | King's Marsh                 | 17e plaats                                                                  |
| Alvechurch          | Lye Meadow                   | 13e plaats                                                                  |
| Banbury United      | Spencer Stadium              | 12e plaats                                                                  |
| Barwell             | Kirkby Road                  | 19e plaats *                                                                |
| Bishop's Stortford  | Woodside Park                | 15e plaats                                                                  |
| Bromsgrove Sporting | Victoria Ground              | 14e plaats                                                                  |
| Bury Town           | Ram Meadow                   | 3e plaats (winnaar play-offs Isthmian League Division One North)            |
| Halesowen Town      | The Grove                    | 4e plaats                                                                   |
| Harborough Town     | Bowden Park                  | 5e plaats                                                                   |
| Kettering Town      | Latimer Park                 | 2e plaats                                                                   |
| Leiston             | Victory Road                 | 10e plaats                                                                  |
| Needham Market      | Bloomfields                  | 21e plaats (gedegradeerd uit de National League North)                      |
| Quorn               | Farley Way Stadium           | 1e plaats (winnaar Northern Premier League Division One Midlands)           |
| Real Bedford        | McMullen Park                | 1e plaats (winnaar Southern League Division One Central)                    |
| Redditch United     | Valley Stadium               | 18e plaats                                                                  |
| Royston Town        | Garden Walk                  | 11e plaats                                                                  |
| Spalding United     | Sir Halley Stewart Field     | 7e plaats                                                                   |
| St Ives Town        | Westwood Road                | 16e plaats                                                                  |
| Stamford            | Zeeco Stadium                | 6e plaats                                                                   |
| Stourbridge         | War Memorial Athletic Ground | 9e plaats                                                                   |
| Stratford Town      | Knights Lane                 | 8e plaats                                                                   |
| Worcester City      | Claines Lane                 | 4e plaats (winnaar play-offs Northern Premier League Division One Midlands) |

*Barwell FC werd gered van degradatie doordat Farsley Celtic FC geen licentie kreeg en vanwege financiële problemen meerdere divisies teruggezet werd.

### Premier Division South
| Club                   | Stadion                       | Resultaat vorig seizoen                                                  |
| ---------------------- | ----------------------------- | ------------------------------------------------------------------------ |
| Basingstoke Town       | Winklebury Sports Complex     | 15e plaats                                                               |
| Berkhamsted            | Glencar Community Stadium     | 2e plaats (winnaar play-offs Southern League Division One Central)       |
| Bracknell Town FC      | Bottom Meadow                 | 18e plaats                                                               |
| Chertsey Town FC       | Alwyns Lane                   | 16e plaats                                                               |
| Dorchester Town        | The Avenue Stadium            | 5e plaats                                                                |
| Evesham United         | The Spiers & Hartwell Stadium | 2e plaats (winnaar play-offs Southern League Division One South)         |
| Farnham Town           | The Memorial Ground           | 1e plaats (winnaar Isthmian League Division One South Central)           |
| Gloucester City        | TigerTurf Stadium             | 4e plaats                                                                |
| Gosport Borough        | The AEI Stadium               | 12e plaats                                                               |
| Hanwell Town           | Reynolds Field                | 8e plaats                                                                |
| Havant & Waterlooville | Westleigh Park                | 6e plaats                                                                |
| Hungerford Town        | Bulpit Lane                   | 7e plaats                                                                |
| Merthyr Town           | Penydarren Park               | 6e plaats                                                                |
| Plymouth Parkway       | Bolitho Park                  | 13e plaats                                                               |
| Poole Town             | Tatnam Ground                 | 14e plaats                                                               |
| Sholing                | The Imperial Homes Stadium    | 11e plaats                                                               |
| Swindon Supermarine    | Webbswood Stadium             | 16e plaats                                                               |
| Taunton Town           | Wordsworth Drive              | 9e plaats                                                                |
| Tiverton Town          | The Ian Moorcroft Stadium     | 17e plaats                                                               |
| Uxbridge               | Honeycroft                    | 2e plaats (winnaar play-offs Isthmian League Division One South Central) |
| Walton & Hersham       | Elmbridge Sports Hub          | 3e plaats                                                                |
| Weymouth               | Bob Lucas Stadium             | 23e plaats (gedegradeerd uit National League South)                      |
| Wimborne Town          | New Cuthbury                  | 10e plaats                                                               |
| Yate Town              | Lodge Road                    | 1e plaats (winnaar Southern League Division One South)                   |

### Division One
| Division One Central - AFC Dunstable - Aylesbury United - Barton Rovers - Beaconsfield Town - Biggleswade - Biggleswade Town - Enfield - Flackwell Heath - Hadley - Hertford Town - Hitchin Town - Leighton Town - Leverstock Green - London Lions - Marlow - Milton Keynes Irish - Northwood - Rayners Lane - Stotfold - Thame United - Ware - Welwyn Garden City |  | Division One South - Bashley - Bideford - Bishop's Cleeve - Bristol Manor Farm - Brixham - Didcot Town - Exmouth Town - Falmouth Town - Frome Town - Hartpury - Larkhall Athletic - Malvern Town - Melksham Town - Mousehole - Portishead Town - Shaftesbury - Sporting Club Inkberrow - Swindon Supermarine - Tavistock - Westbury United - Willand Rovers - Winchester City |

## Kampioenen
In dit gedeelte worden de winnaars uit het verleden van de Southern League vermeld.
| Seizoen | Division One          | Division Two               |
| ------- | --------------------- | -------------------------- |
| 1894/95 | Millwall Athletic     | New Brompton               |
| 1895/96 | Millwall Athletic     | Wolverton L & NWR          |
| 1896/97 | Southampton St Mary's | Dartford                   |
| 1897/98 | Southampton           | Royal Artillery Portsmouth |

Voor het seizoen 1898-1899 was Division Two verdeeld in secties London en South West, waarbij een play-off werd betwist tussen de winnaars van elke sectie.
| Seizoen | Division One | Division Two (London) | Division Two (SW) | Division Two Playoff |
| ------- | ------------ | --------------------- | ----------------- | -------------------- |
| 1898/99 | Southampton  | Thames Ironworks      | Cowes             | Thames won 3–1       |

Voor het seizoen 1899-1900 keerde de competitie terug naar het oude format, nadat alle leden van de South West-sectie waren afgetreden.
| Seizoen | Division One        | Division Two    |
| ------- | ------------------- | --------------- |
| 1899/00 | Tottenham Hotspur   | Watford         |
| 1900/01 | Southampton         | Brentford       |
| 1901/02 | Portsmouth          | Fulham          |
| 1902/03 | Southampton         | Fulham          |
| 1903/04 | Southampton         | Watford         |
| 1904/05 | Bristol Rovers      | Fulham Reserves |
| 1905/06 | Fulham              | Crystal Palace  |
| 1906/07 | Fulham              | Southend United |
| 1907/08 | Queens Park Rangers | Southend United |
| 1908/09 | Northampton Town    | Croydon Common  |

Voor het seizoen 1909–1910 werd Division Two opgesplitst in een 'A'-sectie en een' B'-sectie, waarbij de winnaars van elke sectie een play-off betwistten voor het Division Two-kampioenschap..
| Seizoen | Division One           | Division Two (A) | Division Two (B)              | Division Two Playoff |
| ------- | ---------------------- | ---------------- | ----------------------------- | -------------------- |
| 1909/10 | Brighton & Hove Albion | Stoke            | Hastings & St Leonards United | Stoke won 6–0        |

Voor het seizoen 1910-1911 keerde de competitie opnieuw terug naar het vorige format.
| Season  | Division One        | Division Two   |
| ------- | ------------------- | -------------- |
| 1910/11 | Swindon Town        | Reading        |
| 1911/12 | Queens Park Rangers | Merthyr Town   |
| 1912/13 | Plymouth Argyle     | Cardiff City   |
| 1913/14 | Swindon Town        | Croydon Common |
| 1914/15 | Watford             | Stoke          |
| 1919/20 | Portsmouth          | Mid Rhondda    |

Aan het einde van het seizoen 1919-1920 verhuisde het merendeel van de clubs in de First Division naar de nieuwe Third Division van de English Football League. De Southern League werd daarom opgesplitst in twee secties voor Engeland en Wales, waarbij de winnaars van elke sectie een play-off betwistten voor het Southern League-kampioenschap..
| Seizoen | Engelse sectie                  | Welshe sectie | Kampioenschap Playoff |
| ------- | ------------------------------- | ------------- | --------------------- |
| 1920/21 | Brighton & Hove Albion Reserves | Barry         | Brighton won 2–1      |
| 1921/22 | Plymouth Argyle Reserves        | Ebbw Vale     | Plymouth won 3–0      |
| 1922/23 | Bristol City Reserves           | Ebbw Vale     | Ebbw Vale won 2–1     |

Voor het seizoen 1923-1924 werd de competitie opgesplitst in twee regionale secties, waarbij de winnaars van elke sectie een play-off betwistten voor het Southern League-kampioenschap..
| Seizoen | Sectie Oost                     | Sectie West              | Kampioenschap Playoff |
| ------- | ------------------------------- | ------------------------ | --------------------- |
| 1923/24 | Peterborough & Fletton United   | Yeovil & Petters United  | Peterborough won 3–1  |
| 1924/25 | Southampton Reserves            | Swansea Town Reserves    | Southampton won 2–1   |
| 1925/26 | Millwall Reserves               | Plymouth Argyle Reserves | Plymouth won 1–0      |
| 1926/27 | Brighton & Hove Albion Reserves | Torquay United           | Brighton won 4–0      |
| 1927/28 | Kettering Town                  | Bristol City Reserves    | Kettering won 5–0     |
| 1928/29 | Kettering Town                  | Plymouth Argyle Reserves | Plymouth won 4–2      |
| 1929/30 | Aldershot Town                  | Bath City                | Aldershot won 3–2     |
| 1930/31 | Dartford                        | Exeter City Reserves     | Dartford won 7–2      |
| 1931/32 | Dartford                        | Yeovil & Petters United  | Dartford won 2–1      |
| 1932/33 | Norwich City Reserves           | Bath City                | Norwich won 2–1       |

Voor het seizoen 1933-1934 werd een extra sectie, de centrale sectie, geïntroduceerd om voor extra wedstrijden te zorgen. De centrale sectie omvatte clubs uit de andere twee secties en droeg niet bij aan het algemene kampioenschap.
| Seizoen | Sectie Oost           | Sectie West              | Sectie Centraal          | Kampioenschap Playoff |
| ------- | --------------------- | ------------------------ | ------------------------ | --------------------- |
| 1933/34 | Norwich City Reserves | Plymouth Argyle Reserves | Plymouth Argyle Reserves | Plymouth won 3–0      |
| 1934/35 | Norwich City Reserves | Yeovil & Petters United  | Folkestone               | Norwich won 7–2       |
| 1935/36 | Margate               | Plymouth Argyle Reserves | Margate                  | Margate won 3–1       |

Voor het seizoen 1936-1937 werden de oostelijke en westelijke secties samengevoegd tot één divisie. Via de Midweeksectie werden extra wedstrijden verkregen die niet bijdroegen aan het algemene kampioenschap.
| Seizoen | Southern League   | Midweek Sectie          |
| ------- | ----------------- | ----------------------- |
| 1936/37 | Ipswich Town      | Margate                 |
| 1937/38 | Guildford City    | Millwall Reserves       |
| 1938/39 | Colchester United | Tunbridge Wells Rangers |

Voor het seizoen 1945-1946 werd de Midweeksectie niet gespeeld vanwege stroombeperkingen na de Tweede Wereldoorlog.
| Seizoen | Southern League        |
| ------- | ---------------------- |
| 1945–46 | Chelmsford City        |
| 1946–47 | Gillingham             |
| 1947–48 | Merthyr Tydfil         |
| 1948–49 | Gillingham             |
| 1949–50 | Merthyr Tydfil         |
| 1950–51 | Merthyr Tydfil         |
| 1951–52 | Merthyr Tydfil         |
| 1952–53 | Headington United      |
| 1953–54 | Merthyr Tydfil         |
| 1954–55 | Yeovil Town            |
| 1955–56 | Guildford City         |
| 1956–57 | Kettering Town         |
| 1957–58 | Gravesend & Northfleet |

Voor het seizoen 1958-1959 werd de Southern League opnieuw verdeeld in twee secties: Noordwestelijk en Zuidoostelijk. De winnaars van elke sectie streden om een play-off voor het Southern League-kampioenschap.
| Seizoen | Sectie Noordwest | Sectie Zuidoost | Kampioenschap Playoff |
| ------- | ---------------- | --------------- | --------------------- |
| 1958–59 | Hereford United  | Bedford Town    | Bedford won 2–1       |

In het volgende seizoen werden de twee secties samengevoegd tot een Premier Division en werd een nieuwe Division One geïntroduceerd.
| Seizoen | Premier Division | Division One    |
| ------- | ---------------- | --------------- |
| 1959–60 | Bath City        | Clacton Town    |
| 1960–61 | Oxford United    | Kettering Town  |
| 1961–62 | Oxford United    | Wisbech Town    |
| 1962–63 | Cambridge City   | Margate         |
| 1963–64 | Yeovil Town      | Folkestone Town |
| 1964–65 | Weymouth         | Hereford United |
| 1965–66 | Weymouth         | Barnet          |
| 1966–67 | Romford          | Dover           |
| 1967–68 | Chelmsford City  | Worcester City  |
| 1968–69 | Cambridge United | Brentwood Town  |
| 1969–70 | Cambridge United | Bedford Town    |
| 1970–71 | Yeovil Town      | Guildford City  |

Voor het seizoen 1971-1972 werd Division One geregionaliseerd.
| Seizoen | Premier Division | Division One North | Division One South     |
| ------- | ---------------- | ------------------ | ---------------------- |
| 1971–72 | Chelmsford City  | Kettering Town     | Waterlooville          |
| 1972–73 | Kettering Town   | Grantham           | Maidstone United       |
| 1973–74 | Dartford         | Stourbridge        | Wealdstone             |
| 1974–75 | Wimbledon        | Bedford Town       | Gravesend & Northfleet |
| 1975–76 | Wimbledon        | Redditch United    | Minehead               |
| 1976–77 | Wimbledon        | Worcester City     | Barnet                 |
| 1977–78 | Bath City        | Witney Town        | Margate                |
| 1978–79 | Worcester City   | Grantham           | Dover                  |

Voor het seizoen 1979-1980 sloten dertien Premier Division-clubs zich aan bij de nieuw gevormde Alliance Premier League. De Premier Division en Division One werden vervolgens samengevoegd en er ontstonden twee regionale divisies.
| Seizoen | Midland Division | Southern Division |
| ------- | ---------------- | ----------------- |
| 1979–80 | Bridgend Town    | Dorchester Town   |
| 1980–81 | Alvechurch       | Dartford          |
| 1981–82 | Nuneaton Borough | Wealdstone        |

Voor het seizoen 1982-1983 werd de Premier Division opnieuw geïntroduceerd, boven de regionale divisies.
| Seizoen | Premier Division    | Midland Division   | Southern Division      |
| ------- | ------------------- | ------------------ | ---------------------- |
| 1982–83 | AP Leamington       | Cheltenham Town    | Fisher Athletic        |
| 1983–84 | Dartford            | Willenhall Town    | Road-Sea Southampton   |
| 1984–85 | Cheltenham Town     | Dudley Town        | Basingstoke Town       |
| 1985–86 | Welling United      | Bromsgrove Rovers  | Cambridge City         |
| 1986–87 | Fisher Athletic     | VS Rugby           | Dorchester Town        |
| 1987–88 | Aylesbury United    | Merthyr Tydfil     | Dover Athletic         |
| 1988–89 | Merthyr Tydfil      | Gloucester City    | Chelmsford City        |
| 1989–90 | Dover Athletic      | Halesowen Town     | Bashley                |
| 1990–91 | Farnborough Town    | Stourbridge        | Buckingham Town        |
| 1991–92 | Bromsgrove Rovers   | Solihull Borough   | Hastings Town          |
| 1992–93 | Dover Athletic      | Nuneaton Borough   | Sittingbourne          |
| 1993–94 | Farnborough Town    | Rushden & Diamonds | Gravesend & Northfleet |
| 1994–95 | Hednesford Town     | Newport County     | Salisbury City         |
| 1995–96 | Rushden & Diamonds  | Nuneaton Borough   | Sittingbourne          |
| 1996–97 | Gresley Rovers      | Tamworth           | Forest Green Rovers    |
| 1997–98 | Forest Green Rovers | Grantham Town      | Weymouth               |
| 1998–99 | Nuneaton Borough    | Clevedon Town      | Havant & Waterlooville |

Voor het seizoen 1999-2000 werden de regionale divisies omgedoopt tot de Eastern Division en Western Division.
| Seizoen   | Premier Division | Eastern Division | Western Division    |
| --------- | ---------------- | ---------------- | ------------------- |
| 1999–2000 | Boston United    | Fisher Athletic  | Stafford Rangers    |
| 2000–01   | Margate          | Newport IOW      | Hinckley United     |
| 2001–02   | Kettering Town   | Hastings Town    | Halesowen Town      |
| 2002–03   | Tamworth         | Dorchester Town  | Merthyr Tydfil      |
| 2003–04   | Crawley Town     | King's Lynn      | Redditch United     |
| 2004–05   | Histon           | Fisher Athletic  | Mangotsfield United |
| 2005–06   | Salisbury City   | Boreham Wood     | Clevedon Town       |

Voor het seizoen 2006-2007 werden de twee regionale divisies omgedoopt tot Division One Midlands en Division One South & West.
| Seizoen | Premier Division | Division One Midlands | Division One South & West |
| ------- | ---------------- | --------------------- | ------------------------- |
| 2006–07 | Bath City        | Brackley Town         | Bashley                   |
| 2007–08 | King's Lynn      | Evesham United        | Farnborough               |
| 2008–09 | Corby Town       | Leamington            | Truro City                |

Voor het seizoen 2009-2010 werd Division One Midlands omgedoopt tot Division One Central.
| Seizoen | Premier Division     | Division One Central | Division One South & West |
| ------- | -------------------- | -------------------- | ------------------------- |
| 2009–10 | Farnborough          | Bury Town            | Windsor & Eton            |
| 2010–11 | Truro City           | Arlesey Town         | AFC Totton                |
| 2011–12 | Brackley Town        | St Neots Town        | Bideford                  |
| 2012–13 | Leamington           | Burnham              | Poole Town                |
| 2013–14 | Hemel Hempstead Town | Dunstable Town       | Cirencester Town          |
| 2014–15 | Corby Town           | Kettering Town       | Merthyr Town              |
| 2015–16 | Poole Town           | Kings Langley        | Cinderford Town           |
| 2016–17 | Chippenham Town      | Royston Town         | Hereford                  |

Voor het seizoen 2017-2018 werden de Division Central en Division One South & West opnieuw omgedoopt tot respectievelijk Division One East en Division One West.
| Seizoen | Premier Division | East Division     | West Division |
| ------- | ---------------- | ----------------- | ------------- |
| 2017–18 | Hereford         | Beaconsfield Town | Taunton Town  |

Voor het volgende seizoen werd de Premier Division geregionaliseerd en werd het de South Division, en werd een Central Division toegevoegd. De East Division en West Division werden opnieuw samengevoegd in Central en South.
| Seizoen  | Premier Division Central | Premier Division South | Division One Central | Division One South   |
| -------- | ------------------------ | ---------------------- | -------------------- | -------------------- |
| 2018–19  | Kettering Town           | Weymouth               | Peterborough Sports  | Blackfield & Langley |
| 2019–201 | Tamworth                 | Truro City             | Berkhamsted          | Thatcham Town        |
| 2020–212 | Coalville Town           | Poole Town             | Corby Town           | Cirencester Town     |
| 2021–22  | Banbury United           | Taunton Town           | Bedford Town         | Plymouth Parkway     |
| 2022–23  | Tamworth                 | Weston-super-Mare      | Berkhamsted          | AFC Totton           |
| 2023–24  | Needham Market           | Chesham United         | Biggleswade Town     | Wimborne Town        |
| 2024–25  | Bedford Town             | Merthyr Town           | Real Bedford         | Yate Town            |